# Aleksa Avramović
Aleksa Avramović (en serbio Алекса Аврамовић, Čačak, 25 de octubre de 1994) es un baloncestista serbio que pertenece a la plantilla del CSKA Moscú de la VTB United League. Con 1,92 metros de estatura, juega en la posición de base.

## Trayectoria deportiva

### Inicios
Comenzó a jugar en la escuela de baloncesto Mladost de su ciudad natal, Čačak, para posteriormente jugar en el equipo filial de KK Borac Čačak y finalmente en el primer equipo en la temporada 2013-14, en la que participó de forma testimonial en 22 partidos.

### Profesional

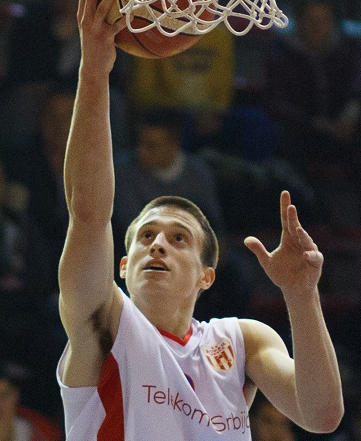
Avramović con el Borac Čačak en 2016.

En 2014 fue trasapasado al OKK Belgrado, donde comenzó a contar con minutos de juego. Disputó veinte partidos de los cuales en cinco actuó como titular, acabando la temporada con 8,9 puntos y 2,1 rebotes por partido. Regresó a su club de siempre en 2015, pero lo hizo ya como jugador titular, jugando una temporada en la que promedió 20,1 puntos y 5,9 asistencias por partido.
En junio de 2016 fichó por el Pallacanestro Varese de la Lega Basket Serie A italiana. Su media de puntos en la campaña 2018-2019 fueron de 17,7 puntos y 3 asistencias por partido, con una media de 40% de acierto en el triple.
En junio de 2019 fichó por el Unicaja Málaga de la Liga Endesa, la primera categoría del baloncesto español. Fue cedido al Estudiantes, donde promedió 14,7 puntos. El 10 de junio de 2020, renueva con Estudiantes.
El 6 de julio de 2021 firmó contrato por dos temporadas con el KK Partizan de la ABA Liga.
El 28 de julio de 2024 el CSKA Moscú de la VTB United League pagó 400.000 euros para liberar el contrato que tenía con el Partizan, firmando con el equipo ruso.

### Selección nacional
Durante agosto y septiembre de 2023 fue integrante de la selección de Serbia que participó en el Mundial de 2023 celebrado en Asia, y que ganó la plata, tras perder la final ante Alemania.
Entre julio y agosto de 2024 fue parte de la selección absoluta de Serbia, que disputó los Juegos Olímpicos de París, y que ganó el bronce, tras vencer la final de consolación ante Alemania.